# どこにいても君は君
『どこにいても君は君』（どこにいてもきみはきみ）は、虹ヶ咲学園スクールアイドル同好会の1枚目のミニ・アルバム。2024年9月25日にLantisから発売された。

## 背景
虹ヶ咲学園スクールアイドル同好会としては初となるミニ・アルバムで、映画『ラブライブ！虹ヶ咲学園スクールアイドル同好会 完結編 第1章』の主題歌アルバムとして発表された。

## 音楽性
2曲目の「Daydream Mermaid」は、近江彼方（鬼頭明里）のソロ楽曲となっており、『完結編 第1章』の監督である河村智之が、作詞を担当したAyaka miyakeにCOLTEMONIKHAの『そらとぶひかり』のような逆空耳になるように依頼している。
3曲目の「Cara Tesoro」は、エマ・ヴェルデ（指出毬亜）のソロ楽曲となっており、タイトルは、イタリア語で「親愛なる人」「親愛なる宝物」を意味する。また、三線の演奏は劇中だと赤嶺天（島袋美由利）が演奏している設定だが、本作の音楽を担当した遠藤ナオキが三線を演奏している。遠藤は、映画の舞台が沖縄だと聞かされた際、2024年の年始に現地で三線を手に入れ、間を開けずに練習したという。なお、7thライブでは、himawari(船橋)のメンバーでもある龍杏美が演奏を行った。

## ダンスシーン映像
「Rise Up High!」と「Cara Tesoro」のダンスシーン映像は、過去のソロ、ユニット楽曲や、コラボの際に描き下ろされた衣装などが一瞬だけ登場している。
「Daydream Mermaid」の中で登場するロボットは、R3BIRTHのライブの幕間ドラマで登場した「トキメキゴーレム」で、これのためだけに大張正己がデザインを起こしている。
「Stellar Stream」では、前半で人類の進化の図をモチーフとした衣装が並ぶシーンがあり、後半で歩夢のシルエット4体が映し出され、まるで5人で踊っているかのような演出がされている。

### Rise Up High!
- ソロ楽曲「あなたの理想のヒロイン」
- ソロ楽曲「オードリー」
- ソロ楽曲「やがてひとつの物語」
- ソロ楽曲「エイエ戦サー」
- ソロ楽曲「小悪魔LOVE♡」
- 「繚乱！ビクトリーロード」
- エマ・ヴェルデのくじ引き堂描き下ろし水着
- レジェンドオブニジガク
- スクスタUR「ブルーミングガーデン」
- 一番くじ「TOKIMEKIア・ラ・モード」描き下ろし衣装

### Cara Tesoro
- QU4RTZ[メンバー 3]「Sing & Smile!!」
- QU4RTZ[メンバー 3]「Swinging!」
- QU4RTZ[メンバー 3]「Twinkle Town」
- マルイ描き下ろし衣装（ロックファッション）
- ZOZO描き下ろし衣装

## 担当メンバー
公開3週目から8週目までは、サビ以外でソロパートを担当するメンバーが週替わりで歌唱した。
| 公開週   | ソロパート歌唱メンバー     | 収録CD | 備考 |
| -------- | -------------------------- | --- | ---- |
| 下記以外 | 通常仕様                   | 本作品 |      |
| 第3週    | 桜坂しずく（前田佳織里）   | 映画『ラブライブ！虹ヶ咲学園スクールアイドル同好会 完結編 第1章』 オリジナルサウンドトラック＆ボーカルコレクション「珊瑚礁の記憶」 |      |
| 第4週    | 近江彼方（鬼頭明里）       | 映画『ラブライブ！虹ヶ咲学園スクールアイドル同好会 完結編 第1章』 オリジナルサウンドトラック＆ボーカルコレクション「珊瑚礁の記憶」 |      |
| 第5週    | エマ・ヴェルデ（指出毬亜） | 映画『ラブライブ！虹ヶ咲学園スクールアイドル同好会 完結編 第1章』 オリジナルサウンドトラック＆ボーカルコレクション「珊瑚礁の記憶」 |      |
| 第6週    | 中須かすみ（相良茉優）     | 映画『ラブライブ！虹ヶ咲学園スクールアイドル同好会 完結編 第1章』 オリジナルサウンドトラック＆ボーカルコレクション「珊瑚礁の記憶」 |      |
| 第7週    | 鐘嵐珠（法元明菜）         | 映画『ラブライブ！虹ヶ咲学園スクールアイドル同好会 完結編 第1章』 オリジナルサウンドトラック＆ボーカルコレクション「珊瑚礁の記憶」 |      |
| 第8週    | 上原歩夢（大西亜玖璃）     | 映画『ラブライブ！虹ヶ咲学園スクールアイドル同好会 完結編 第1章』 オリジナルサウンドトラック＆ボーカルコレクション「珊瑚礁の記憶」 |      |

## リリース
2024年9月25日にLantisから桜坂しずく盤、近江彼方盤、エマ・ヴェルデ盤、鐘嵐珠盤、上原歩夢盤、主題歌盤の6形態でリリースされた。

## チャート成績
2024年10月7日付のオリコン週間アルバムランキングでは7位にランクインした。
2024年10月2日付のBillboard Japan Hot Albumsでは8位にランクインした。

## 収録曲
| #         | タイトル                                                 | 作詞         | 作曲                             | 編曲                             | 時間  |
| --------- | -------------------------------------------------------- | ------------ | -------------------------------- | -------------------------------- | ----- |
| 1.        | 「Rise Up High!」(桜坂しずく（前田佳織里）)              | Ayaka Miyake | ケンモチヒデフミ                 | ケンモチヒデフミ                 | 3:34  |
| 2.        | 「Daydream Mermaid」(近江彼方（鬼頭明里）)               | Ayaka Miyake | 鈴木エレカ 田中マッシュ          | 田中マッシュ                     | 4:08  |
| 3.        | 「Cara Tesoro」(エマ・ヴェルデ（指出毬亜）)              | Ayaka Miyake | Em.me                            | Em.me                            | 3:53  |
| 4.        | 「PHOENIX」(鐘嵐珠（法元明菜）)                          | Ayaka Miyake | *Luna 角野寿和                   | *Luna 角野寿和                   | 4:33  |
| 5.        | 「Stellar Stream」(上原歩夢（大西亜玖璃）)               | Ayaka Miyake | kz & TeddyLoid                   | kz & TeddyLoid                   | 3:48  |
| 6.        | 「どこにいても君は君」(虹ヶ咲学園スクールアイドル同好会) | 畑亜貴       | にゃんぞぬデシ 米澤森人 藤原彩豊 | にゃんぞぬデシ 米澤森人 藤原彩豊 | 4:35  |
| 7.        | 「Rise Up High!」(Off Vocal)                             |              |                                  |                                  | 3:34  |
| 8.        | 「Daydream Mermaid」(Off Vocal)                          |              |                                  |                                  | 4:08  |
| 9.        | 「Cara Tesoro」(Off Vocal)                               |              |                                  |                                  | 3:53  |
| 10.       | 「PHOENIX」(Off Vocal)                                   |              |                                  |                                  | 4:33  |
| 11.       | 「Stellar Stream」(Off Vocal)                            |              |                                  |                                  | 3:48  |
| 12.       | 「どこにいても君は君」(Off Vocal)                        |              |                                  |                                  | 4:33  |
| 合計時間: | 合計時間:                                                | 合計時間:    | 合計時間:                        | 合計時間:                        | 49:00 |

## タイアップ
| # | 曲名                   | タイアップ                                                              |
| - | ---------------------- | ----------------------------------------------------------------------- |
| 1 | 「Rise Up High!」      | 映画『ラブライブ！虹ヶ咲学園スクールアイドル同好会 完結編 第1章』挿入歌 |
| 2 | 「Daydream Mermaid」   | 映画『ラブライブ！虹ヶ咲学園スクールアイドル同好会 完結編 第1章』挿入歌 |
| 3 | 「Cara Tesoro」        | 映画『ラブライブ！虹ヶ咲学園スクールアイドル同好会 完結編 第1章』挿入歌 |
| 4 | 「PHOENIX」            | 映画『ラブライブ！虹ヶ咲学園スクールアイドル同好会 完結編 第1章』挿入歌 |
| 5 | 「Stellar Stream」     | 映画『ラブライブ！虹ヶ咲学園スクールアイドル同好会 完結編 第1章』挿入歌 |
| 6 | 「どこにいても君は君」 | 映画『ラブライブ！虹ヶ咲学園スクールアイドル同好会 完結編 第1章』主題歌 |

### ユニットメンバー
1. 1 2 3 4 5  上原歩夢（大西亜玖璃）、中須かすみ（相良茉優）、桜坂しずく（前田佳織里）、朝香果林（久保田未夢）、宮下愛（村上奈津実）、近江彼方（鬼頭明里）、優木せつ菜（林鼓子）、エマ・ヴェルデ（指出毬亜）、天王寺璃奈（田中ちえ美）、三船栞子（小泉萌香）、ミア・テイラー（内田秀）、鐘嵐珠（法元明菜）
2. ↑  三船栞子（小泉萌香）、ミア・テイラー（内田秀）、鐘嵐珠（法元明菜）
3. 1 2 3  中須かすみ（相良茉優）、近江彼方（鬼頭明里）、エマ・ヴェルデ（指出毬亜）、天王寺璃奈（田中ちえ美）